# Борха-и-Сентельяс-и-Понсе де Леон, Карлос де
Ка́рлос де Бо́рха-и-Сенте́льяс-и-По́нсе де Лео́н (исп. Carlos Borja Centellas y Ponce de León; 30 апреля 1663 года, Гандия — 8 августа 1733 года, Сан-Ильдефонсо) — испанский кардинал, доктор обоих прав. Титулярный архиепископ Трапезунда с 20 июля 1705 по 30 сентября 1720. Патриарх Западной Индии с 3 октября 1708 по 8 августа 1733. Кардинал-священник с 29 ноября 1719, с титулом церкви Санта-Пуденциана с 21 июня 1721 по 8 августа 1733.

## Биография
Родился в Гандии в 1663 году в семье 9-го герцога де Гандия — прапраправнука святого Франсиско де Борха. Его родной брат Франсиско Антонио де Борха-и-Сентельяс также был кардиналом.
С 1669 по 1679 год обучался в университете города Алькала-де-Энарес, закончил его с докторатом по «utroque iure» (как каноническому так и гражданскому праву). После окончания обучения быстро продвигался по церковной лестнице, занимая ряд важных церковных постов, таких как каноник кафедрального капитула Толедо и архидиакон Мадрида.
После смерти Карла II в 1700 году династический кризис привёл к войне за испанское наследство. Карлос де Борха-и-Сентельяс поддерживал Филиппа V, быстро завоевал доверие короля. В 1701 году он сопровождал Филиппа V в Италию и в Барселону, где состоялась женитьба короля на Марии Луизе Савойской. В дальнейшем Борха-и-Сентельяс стал главным духовником короля, его советчиком и превратился в одну из самых влиятельных фигур при дворе Филиппа V.
20 июля 1705 года назначен титулярным епископом Трапезунда, 30 ноября того же года состоялась епископская хиротония. 3 октября 1708 года получил пост титулярного Патриарха Западной Индии, который занимал до смерти.
В 1709 году крестил инфанта Филиппа, который, впрочем, умер во младенчестве, а в 1720 году — другого инфанта, которого также назвали Филиппом, и который стал основателем линии пармских Бурбонов.
30 сентября 1720 был возведён папой Климентом XI в кардиналы. Не смог прибыть в Рим на вручение кардинальской шапки, её и прочие знаки кардинальского достоинства ему вручил король через папского посланника.
В 1721 году кардинал Борха возглавлял церемонию бракосочетания принцессы Луизы Елизаветы Орлеанской с Луисом Испанским, а в 1727 году — церемонию бракосочетания инфанты Марианны Виктории и короля Португалии Жозе I. Участвовал в конклаве 1724 года, избравшего папу Бенедикта XIII.
Умер 8 августа 1733 года в королевском дворце в Сан-Ильдефонсо. Похоронен в мадридской церкви ордена иезуитов.
В 1723 году художник Андреа Прокаччини создал известный портрет кардинала Борха, который в настоящее время хранится в коллекции музея Прадо.